# William Herschel
Sir Wilhelm Friedrich Herschel, FRS (Hannover, 15. studenog 1738. – Slough, 25. kolovoza 1822.), njemačko-britanski skladatelj i astronom poznat po otkriću Urana i četiri njegova satelita. Kategorizirao je tisuće rojeva i maglica te ustvrdio da se Sunčev sustav kreće kroz sustav Mliječne staze.

## Životopis
William Herschel je rođen pod imenom Friedrich Wilhelm Herschel u Hannoveru, kao jedno od desetero djece (od kojih je 4 umrlo vrlo rano) u obitelji. Godine 1755., Friedrich Wilhelm i njegov brat Jacob poslani su u sklopu svoje vojne jedinice u Englesku. U to su vrijeme engleska kruna i Kuća Hanover bili ujedinjeni pod krunom Đure II. Friedrich Wilhelm je vrlo brzo naučio engleski jezik te u 19. godini promijenio ime u Frederick William Herschel.
Uskoro je postao uspješan glazbenik, a skladao je i mnoga djela koja su do danas uglavnom zaboravljena. Njegova sestra Caroline također je uskoro došla živjeti kod njega u Englesku, u Bath.
Herschell se za astronomiju zainteresirao nakon 1773. godine, nakon čega je napravio nekoliko teleskopa. Promatrao je Mjesec i mjerio visine Mjesečevih planina, a radio je i na katalogu dvojnih zvijezda.
Prijelomni trenutak u njegovu životu bio je otkriće planeta Urana, 13. ožujka 1781. godine. Ovo ga je otkrić učinilo poznatim te mu omogućilo da se potpuno posveti astronomiji. Herschel je novootkriveni planet nazvao Georgium Sidus, u čast britanskog kralja Đure III., no ime nije prihvaćeno u javnosti.
Iste je godine Herschel primio Copleyevu medalju, te je izabran u Kraljevsko društvo. Godine 1782., Herschel je imenovan "kraljevskim astronomom", a on i njegova sestra Caroline su se 1. kolovoza 1782. premjestili u Datchet. Herschel je nastavio proizvoditi teleskope koje je i prodavao drugim astronomima.
Caroline se od 1783., nakon što joj je Herschel dao jedan teleskop, počela i samostalno baviti astronomijom, a bila je posebno uspješna u otkrivanju kometa. Caroline je ujedno bila i Herschelov stalni pomoćnik, bilježeći njegove napomene dok je promatrao. U lipnju 1785., William i Caroline se sele u Clay Hall (Old Windsor), a 3. travnja 1786. u Windsor Road u mjestu Slough, a njihova kuća, u kojoj je William proveo ostatak života, je ubrzo postala poznata kao Observatory House (kuća sa zvjezdarnicom).
William se 1788. oženio s udovicom Mary Baldwin Pitt, s kojom je 7. ožujka 1792. dobio sina, Johna Herschela. John je također postao poznat astronom.
Engleski princ Đuro IV. proglasio je 1816. godine Herschella vitezom. godine 1820., pomogao je osnovati Astronomical Society of London koje je 1831. preraslo u Royal Astronomical Society.
William Herschell umro je 25. kolovoza 1822. u Observatory House u Sloughu, a pokopan je kod crkve sv. Lovrenca u Uptonu.
Observatory House je srušena 1963. da bi se naparvilo mjesta za veliku uredsku zgradu. Kuća u Bathu, u kojoj je Herschell napravio velik broj svojih teleskopa i odakle je prvi put ugledao planet Uran, danas je Muzej Williama Herschela.

## Astronomska dostignuća
William Herschel svakako je najpoznatiji po otkriću planeta Urana, no to nije njegovo jedino dostignuće na području astronomije.

### Izrada teleskopa
Herschel je tijekom svoje karijere konstruirao više od 100 teleskopa. Najveći i najpoznatiji je refraktor žarišne duljine od 12 m, promjera 126 cm!
Već za vrijeme prvog promatranja ovim teleskopom, 28. kolovoza 1789., Herschell je otkrio saturnov satelit Mimas, a za manje od mjesec dana i drugi (Encelad).
No, veliki se teleskop pokazao vrlo nezgrapnim, pa je većinu promatranja obavljao s manjim, žarišne duljine 6.1 m.

### Otkrića planetnih satelita
U kasnijim godinama svojeg života, Herschel je otkrio dva saturnova satelita (Mimas i Encelad) te dva satelita Urana -  Titaniju i Oberona. Satelitima je imena dao Herschellov sin John, 1847. i 1852. godine, dugo nakon očeve smrti.

### Katalozi
Herschel je radio na detaljnom katalogu nebeskih maglica, rezultat čega je Herschelov katalog.
Radio je i na polju dvojnih zvijezda, te je prvi otkrio da su većina dvojnih zvijezda prave binarne zvijezde, a ne tek optičke dvojne, kako se do tada vjerovalo.

### Otkriće infracrvenog zračenja
Herschelu se pripisuje otkriće infracrvenog zračenja (oko 1800. godine).
Herschel je infracrveno zračenje otkrio puštajući sunčevu svjetlost kroz prizmu i držeći termometar neposredno iza crvenog kraja vidljivog spektra. Termometar je pokazao porast temperature što je Herschela navelo na zaključak da postoji i nevidljiva svjetlost.

### Ostali doprinosi astronomiji
Proučavajući pravo gibanje zvijezda, prvi je uvidio da se sunčev sustav giba kroz svemir, te je okvirno odredio smjer našeg gibanja. Istraživao je i strukturu Mliječnog puta te zaključio da ima oblik diska.
Godine 1802., kratko nakon što je Olbers otkrio Pallasa (28. ožujka iste godine), Herschel je skovao riječ "asteroid", u značenju nalik zvijezdi (iz grčkog asteroeides, aster "zvijezda" + -eidos "forma, oblik"), da bi opisao zvjezdolik izgled malih satelita plinovitih divova i malih planeta koji, za razliku od planeta, u teleskopu ne pokazuju disk već su točkasti.
Unatoč njegovim brojnim doprinosima znanosti, Herschel nije bio imun na neobične fantazije. Primjerice, vjerovao je da su svi planeti sinčevog sustava, pa čak i Sunce, naseljeni. Vjerovao je da Sunce ima hladnu čvrstu površinu koju od užarene atmosfere čuva zaštitni sloj neproizirnih oblaka, te da rasa bića prilagođenih ovim uvjetima živi tamo.

## Nazvano po Herschelu
- Herschel (krater na Mjesecu), mali krater na Mjesecu.
- Herschel (krater na Marsu), veliki udarni bazen na Marsu.
- Herschel (krater na Mimasu), veliki krater na Saturnovom mjesecu Mimasu.
- asteroid 2000 Herschel
- William Herschel Telescope, teleskop na otoku La Palma.
- Herschel Space Observatory, ESA-in svemirski teleskop u fazi razvoja. Trebao bi biti najveći svemirski teleskop te vrste.

## Vanjske poveznice
- Herschelov katalog - katalog objekata dubokog svemira koji je sastavio William Herschel
- Puni tekst od The Story of the Herschels  Arhivirana inačica izvorne stranice od 18. rujna 2020. (Wayback Machine) (1886), s Project Gutenberg
- Biografija: JRASC 74 (1980) 134
- Portraits of William Herschel  Arhivirana inačica izvorne stranice od 30. rujna 2007. (Wayback Machine) at the National Portrait Gallery (United Kingdom)